# Питка, Йохан
Йохан Питка (эст. Johan Pitka; 19 февраля 1872, деревня Яалгсема, волость Выхмута, Вейсенштейнский уезд, Эстляндская губерния, Российская империя — 26 сентября 1944, Ляэнемаа, Рейхскомиссариат Остланд) — военный и политический деятель Эстонии, контр-адмирал (21 сентября 1919 года).

## Образование и деятельность до февраля 1917
Йохан Питка родился 19 февраля 1872 года в деревне Ялгсема волости Выхмута Ярваского уезда (Йервен) шестым ребёнком в семье. Общее образование получил в общинной школе (с 1881), в Александровской гимназии в Ревеле (с 1885), в мореходных училищах Кясму (1891), Аренсбурга (с 1892) и Балтийский Порт (1894—1895). В 1895 получил диплом капитана дальнего плавания. С 1889 (или с 1890) плавал на торговых судах (до 1907). В эмиграции в Англии в 1904—1911 годах. В 1907 основал латвийско-эстонское корабельное агентство, в 1911 — пароходство «Йох. Питка и Ко», стал одним из самых влиятельных торговых судовладельцев в Эстляндии. Был в числе организаторов Морского союза взаимного страхования (Mereabi) и Службы спасения на водах.

## После февраля 1917 года
С началом Февральской революции  1917 года для Питки начался новый период жизни, ознаменовавшийся общественной активностью. Весной 1917 года ему удалось организовать покупку рядом эстонских промышленников и судовладельцев контрольного пакета акций Русского Балтийского спасательного общества, после чего он был избран заместителем председателя правления этого общества (общество владело современными спасательными судами, и Питка рассматривал эти действия как получение контроля над ними). С июня 1917 года Питка был членом Главного комитета солдат-эстонцев, где занимался вопросами возвращения солдат эстонской национальности в Эстонию. На организацию и обеспечение эстонских национальных частей Питка пожертвовал значительную сумму — 100 000 рублей. Эстонские большевики заочно приговорили его к смерти, из-за этого Питка должен был временно скрываться в подполье. В феврале 1918 года, когда в Эстонию пришли немецкие войска, Питка вышел из подполья.

## Адмирал
В 1917 году принял активное участие в создании эстонского государства и его воинских частей, создал добровольческое военизированное объединение «Tallinna Omakaitse», позднее получившее название «Kaitseliit» (Союз обороны). В 1918 году — командующий «Кайтселийта». Активный участник Освободительной войны. В 1918—1920 годах организовывал мобилизацию солдат, строительство бронепоездов и бронемашин. В 1918—1919 — командующий военно-морскими силами Эстонии. Руководил высадкой десанта у Локса (январь 1919 года) и другими операциями против красных войск. Тесно взаимодействовал с британскими моряками.
Награждён эстонскими наградами, в том числе Крестом свободы первой степени, а также британским орденом св. Михаила и св. Георгия.

## Политический и общественный деятель

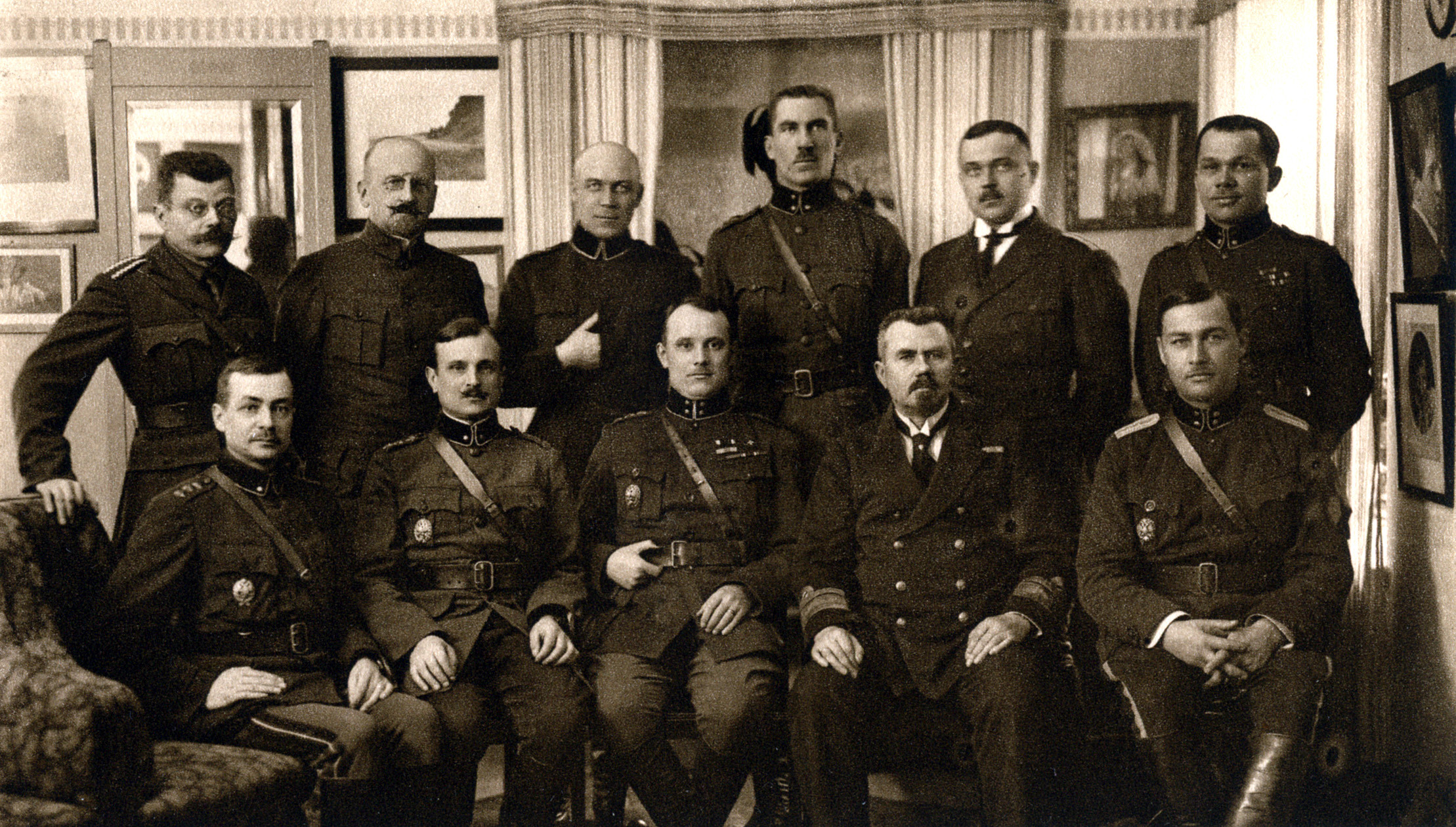
Главное командование эстонской армии в 1920 году, слева вверху: генерал-майор Эрнест Пыддер, доктор Артур Лоссманн, генерал-майор Александр Тыниссон, полковник Карл Партс, полковник Виктор Пушкарь, полковник Яан Ринк. Слева внизу: генерал-майор Андрес Ларка, генерал-майор Яан Сотс, главнокомандующий генерал-лейтенант Йохан Лайдонер, адмирал Йохан Питка и полковник Рудольф Рейманн

В 1921—1924 годах владел морской судоходной и агентской компанией своего имени.
Также активно занимался политикой. В 1919—1920 — депутат Учредительного собрания от Народной партии. В 1920—1924 — руководитель Союза стражи, боровшегося против бюрократизма и коррупции, издатель газеты «Ээсти» и журнала «Валве». Автор книги «Мои воспоминания» (1921).
В 1923 основал Национал-либеральную партию, которая потерпела поражение на выборах в Государственное собрание. После этого отошёл от политической деятельности и уехал в Канаду, где в 1924—1929 был фермером в Британской Колумбии. Затем вернулся в Эстонию, где стал одним из руководителей движения участников Освободительной войны. После того, как это движение превратилось в правонационалистическое и политизированное, порвал с ним. В 1930—1937 — директор Центрального эстонского объединения потребительских обществ. Пытался содействовать развитию в Эстонии судостроения и мелкой промышленности. В 1937 — член первой палаты Национального собрания.

## Деятельность во время Второй мировой войны
В 1940 уехал в Финляндию, в 1944 вернулся в Эстонию, призвав к сопротивлению Красной армии любой ценой. В сентябре 1944 сформировал независимую от немцев «Боевую группу адмирала Питка», пытался организовать сопротивление советским войскам, выполнял приказы созданного эстонскими политиками временного правительства Отто Тиифа, которое выступало за независимость Эстонии, но не было признано ни одной из участвовавших в войне сторон.
После того, как стала ясна безнадёжность сопротивления наступающим советским частям, адмирал Питка распустил свой отряд. Он пропал без вести в конце сентября 1944 года.

## Память об адмирале Питке
Вошёл в составленный в 1999 году по результатам письменного и онлайн-голосования список 100 великих деятелей Эстонии XX века.
Флагманом эстонского флота с 2000 до 2013 года являлся корабль «Адмирал Питка», построенный в 1975 для ВМС Дании (тогда он носил название «Бескюттерен»). В 2000 он был передан Эстонии. Водоизмещение — 1970 тонн, длина — 74,7 метра, ширина — 12,2 метра, скорость — до 18 узлов. В его вооружение входило 76-миллиметровое орудие, кроме того, на борту имелась вертолётная площадка и госпиталь с операционной.
23 августа 2005 художник Эрик Шмидт подарил командующему эстонскими Силами самообороны вице-адмиралу Тармо Кыутсу портрет адмирала Йохана Питки. Было принято решение выставить этот портрет в здании Главного штаба.

### Памятник в Таллине

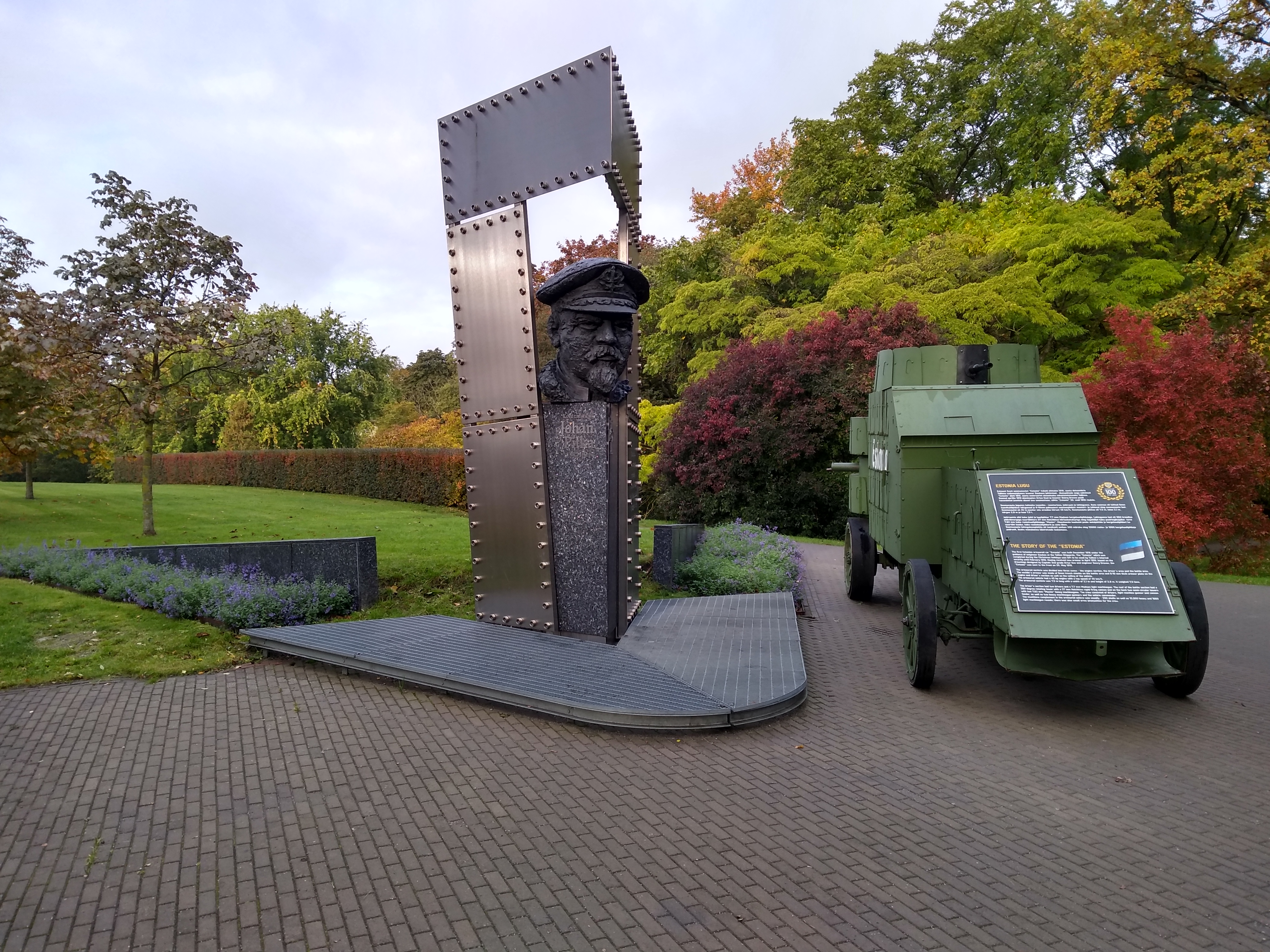
Памятник адмиралу Питке в Таллине

19 февраля 2002 в день 130-й годовщины со дня рождения адмирала Питка в Таллине на углу улицы Тоомпеа и бульвара Каарли ему был открыт памятник. На торжественной церемонии с речью выступили мэр Таллина Эдгар Сависаар и командующий Силами обороны Эстонии контр-адмирал Тармо Кыутс. Покрывало с памятника сняли Тармо Кыутс и бывший президент Эстонии Леннарт Мери. Впрочем, памятник был открыт здесь временно, так как на этом месте планировалось построить музей новейшей истории Эстонии.
19 февраля 2007 в день 135-й годовщины со дня рождения адмирала состоялось повторное открытие памятника, который на этот раз был установлен у штаба «Кайтселийт». В церемонии открытия приняли участие премьер-министр Андрус Ансип, мэр Таллина Юри Ратас и командующий Силами обороны генерал-майор Антс Лаанеотс. Это торжество совпало по времени с политическим конфликтом в связи с планами переноса монумента «Бронзовый солдат», расположенного в нескольких метрах от нового памятника.